# Стефан V Лакуста
Стефан V Лакуста (Сарана) (р.н.н. — 1540) — був молдовським господарем з роду Мушатовичів (18 вересня 1538 — грудень 1540).

## Біографія
Був сином Олександра, онуком господаря Стефана Великого. Турки під проводом султана Сулеймана Пишного у серпні 1538 здійснили військовий похід проти господаря Петра Рареша, якого зрадили бояри і прийняли турецького кандидата Стефана V. За це новий господар згодився на присутність турецького гарнізону у Сучаві, відступив туркам місто Тягиню, 18 сіл, реорганізованих у райю Бендери. Це викликало незадоволення усіх прошарків князівства, оскільки Стефана V був першим призначеним турками господарем, а не обраним боярами.
Відомі згадки про посольство боярина Вартика від господаря до Габсбургів, які мали б напасти на Молдовію і звільнити її від турків. Через напад сарани почався великий голод, через що Стефан V отримав прізвисько Лакуста (Сарана). Загинув внаслідок змови бояр, які поставили господарем Олександра Корня, у минулому портара Сучави.